# تو را در طرف دیگر خواهم دید
تو را در طرف دیگر خواهم دید (انگلیسی: See You on the Other Side) هفتمین آلبوم استودیویی گروه نیو متال آمریکایی کورن است که در ۶ دسامبر ۲۰۰۵ (۱۵ آذر ۱۳۸۴) توسط ویرجین رکوردز منتشر شد. این اولین آلبوم آنها به عنوان یک گروه چهار نفره پس از جدایی گیتاریست قدیمی برایان «هد» ولش و آخرین آلبوم با درامر اصلی دیوید سیلوریا قبل از جدایی او از گروه در دسامبر ۲۰۰۶ است. این آلبوم برای اولین بار در ۱۲ ژانویه ۲۰۰۶ در ایالات متحده گواهی طلا گرفت. گواهینامه رکورد پلاتینیوم بعدی در ۱۶ مارس ۲۰۰۶ اعطا شد. این آلبوم بیشتر به خاطر مشارکت تیم تولید معروف ماتریکس شناخته می‌شود که قبلاً با خوانندگان پاپ مانند آوریل لوین، بریتنی اسپیرز و شکیرا کار کرده بود. کارگردانی ماتریکس صدایی متفاوت به موسیقی کورن داد. این آلبوم دارای طراحی صفحه‌آرایی و یک نقاشی اصلی از دیوید استوپاکیس، نقاش سوررئالیست/گوتیک آمریکایی است. یازده نقاشی دیگر از این هنرمند به عنوان آثار هنری اضافی در نسخه ویژه دیلوکس آلبوم ظاهر می‌شود.

## فهرست آهنگ‌ها
این آلبوم با سیستم حفاظتی «کنترل نسخه‌برداری» در برخی کشورها منتشر شد.
- این آلبوم شامل ۱۴ تا ۱۶ قطعه بسته به نسخه خریداری شده‌است. نسخه ویژه آلبوم شامل ۲۰ یا ۲۲ آهنگ به اضافه دو ویدیوی اجرای زنده است.

| شماره      | نام                  | نویسنده(ها)                                                                        | مدت   |
| ---------- | -------------------- | ---------------------------------------------------------------------------------- | ----- |
| ۱.         | «Twisted Transistor» | جاناتان دیویس رجینالد آرویزو جیمز شفر دیوید سیلوریا ماتریکس                        | ۴:۱۲  |
| ۲.         | «Politics»           | جاناتان دیویس رجینالد آرویزو جیمز شفر دیوید سیلوریا ماتریکس                        | ۳:۱۶  |
| ۳.         | «Hypocrites»         | جاناتان دیویس رجینالد آرویزو جیمز شفر دیوید سیلوریا ماتریکس                        | ۳:۴۹  |
| ۴.         | «Souvenir»           | جاناتان دیویس رجینالد آرویزو جیمز شفر دیوید سیلوریا ماتریکس                        | ۳:۵۰  |
| ۵.         | «10 or a 2-Way»      | جاناتان دیویس رجینالد آرویزو جیمز شفر دیوید سیلوریا ماتریکس آتیکوس راس             | ۴:۴۱  |
| ۶.         | «Throw Me Away»      | جاناتان دیویس رجینالد آرویزو جیمز شفر دیوید سیلوریا ماتریکس آتیکوس راس             | ۴:۴۱  |
| ۷.         | «Love Song»          | جاناتان دیویس رجینالد آرویزو جیمز شفر دیوید سیلوریا ماتریکس آتیکوس راس             | ۴:۱۸  |
| ۸.         | «Open Up»            | جاناتان دیویس رجینالد آرویزو جیمز شفر دیوید سیلوریا ماتریکس آتیکوس راس             | ۶:۱۵  |
| ۹.         | «Coming Undone»      | جاناتان دیویس رجینالد آرویزو جیمز شفر دیوید سیلوریا ماتریکس                        | ۳:۱۹  |
| ۱۰.        | «Getting Off»        | جاناتان دیویس رجینالد آرویزو جیمز شفر دیوید سیلوریا ماتریکس                        | ۳:۲۵  |
| ۱۱.        | «Liar»               | جاناتان دیویس رجینالد آرویزو جیمز شفر دیوید سیلوریا ماتریکس                        | ۴:۱۴  |
| ۱۲.        | «For No One»         | جاناتان دیویس رجینالد آرویزو جیمز شفر دیوید سیلوریا ماتریکس                        | ۳:۳۷  |
| ۱۳.        | «Seen It All»        | جاناتان دیویس رجینالد آرویزو جیمز شفر دیوید سیلوریا ماتریکس                        | ۶:۱۹  |
| ۱۴.        | «Tearjerker»         | جاناتان دیویس رجینالد آرویزو جیمز شفر دیوید سیلوریا ماتریکس آتیکوس راس لئوپارد راس | ۵:۰۵  |
| مجموع مدت: | مجموع مدت:           | مجموع مدت:                                                                         | ۶۱:۰۱ |

## اعضا
کورن
- جاناتان دیویس – خواننده، نی‌انبان
- جیمز «مانکی» شفر - گیتار، همخوان
- رجینالد «فیلدی» آرویزو - بیس
- دیوید سیلوریا - درامز